# South Greensburg
South Greensburg est un borough situé au centre du comté de Westmoreland, en Pennsylvanie, aux États-Unis,. En 2010, il comptait une population de 2 117 habitants, estimée au 1er juillet 2020 à 2 115 habitants. Le borough est fondé en 1780 et incorporé le 10 janvier 1891.

## Démographie
Lors du recensement de 2010, le borough comptait une population de 2 117 habitants. Elle est estimée, en 2020, à 2 115 habitants.